# Diamond Peak
Il Diamond Peak è un vulcano estinto alto 2666 m compreso nella catena delle Cascate, nell'Oregon centrale e negli Stati Uniti nord-occidentali. Situato vicino al passo di Willamette, è compreso nella riserva naturale del Diamond Peak e si trova a cavallo tra le foreste nazionali di Willamette e Deschutes. Tali aree protette sono state istituite in particolare per tutelare la fauna e la flora, quest'ultima caratterizzata da vaste foreste di conifere. La montagna è un vulcano a scudo composto da andesite basaltica che cessò di essere attivo per diverse decine di migliaia di anni. Essa subì poi una significativa erosione durante l'ultima glaciazione, avvenuta 11.000 anni fa. I segni sono ancora rintracciabili in alcuni circhi e laghi glaciali sulle sue pendici e ghiacciai di cui, dal Novecento, rimangono solo ammassi di acqua ghiacciata alimentati dalle significative nevicate precipitate in zona. La vetta fu scoperta e poi scalata, nel 1852, in compagnia di William Macy, dal pioniere John Diamond, il cui cognome spiega il toponimo. Oggi molti sentieri escursionistici attraversano la montagna e diversi percorsi, praticabili a piedi come in sci alpinismo o racchette da neve, consentono l'accesso alla zona superiore della vetta.

## Toponimo
La montagna deve il nome al pioniere John Diamond, che si stabilì nelle vicinanze di Coburg nel settembre del 1847, appena a nord di Eugene, in occasione della sua prima ascensione alla vetta con William Macy nel luglio del 1852.

## Geografia

### Posizione geografica
Il Diamond Peak si trova negli Stati Uniti nord-occidentali, vicino al centro dell'Oregon, al confine tra le contee di Klamath a est e quella di Lane a ovest. Si trova rispettivamente a 35 e 100 km a sud-est di Oakridge ed Eugene ma anche 90 a sud-ovest di Bend, mentre Portland è a circa 220 km nord-nordovest. Le coste dell'Oceano Pacifico si trovano 170 km a ovest. Il vulcano più vicino è Maiden Peak, localizzato a 20 km a nord-est, ma la sommità maggiore più vicina è il monte Thielsen, 41 km a sud. Il Diamond è visibile dal Monte Jefferson a nord fino al McLoughlin a sud. Tutti i crateri sopra esposti rientrano nella catena delle Cascate.

### Topografia

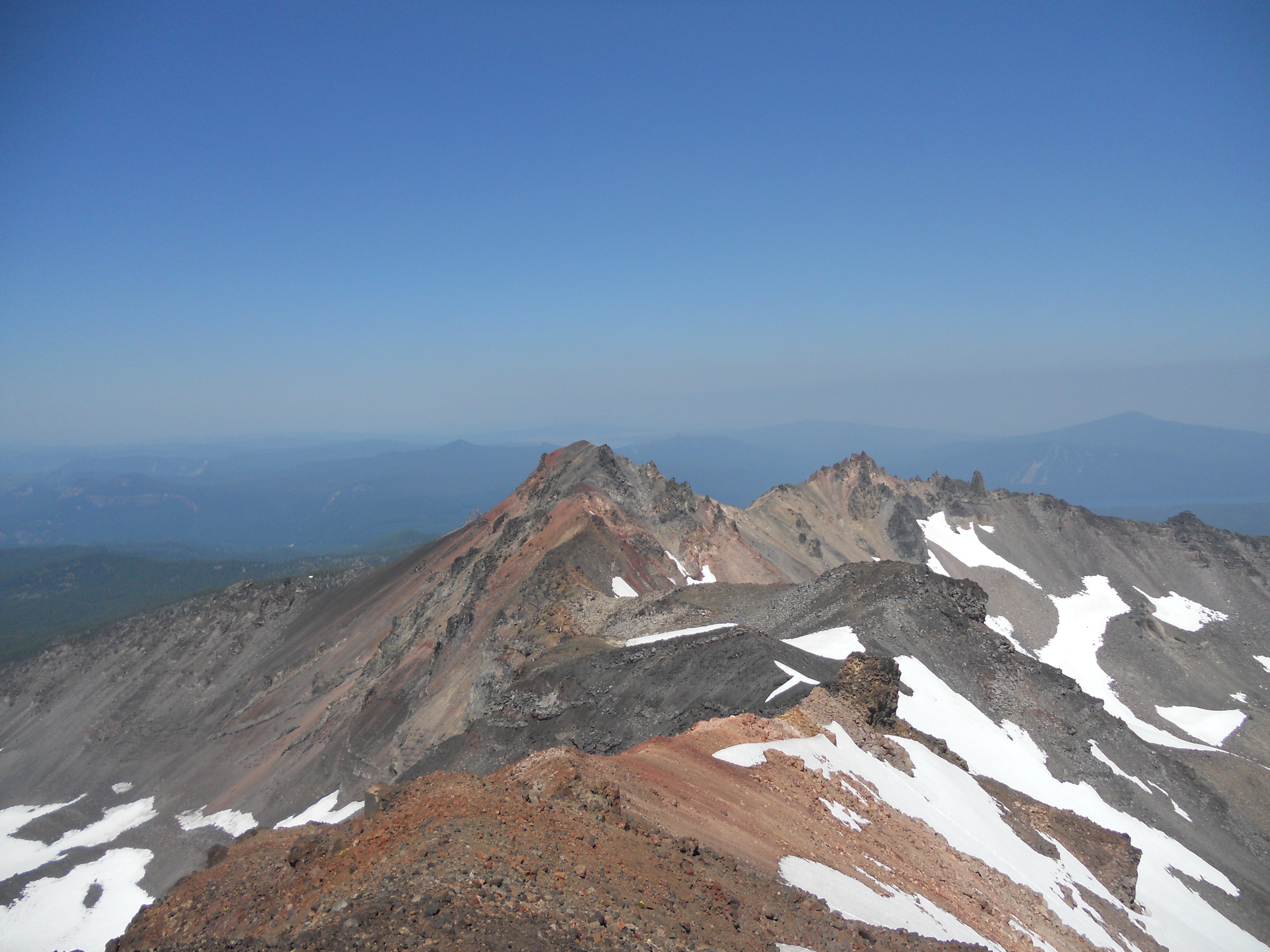
Parete nord della cima del Diamond Peak

Mappa topografica del Diamond Peak (angolo in basso a sinistra) e area circostante

Il Diamond Peak è un vulcano estinto alto 2.666 m. Vanta diversi circhi dovuti alla sua pronunciata erosione glaciale sui pendii nord-ovest, nord-est e sud, la quale ha cancellato ogni traccia di crateri vulcanici. La vetta rientra nell'arco vulcanico delle Cascate, più precisamente nelle High Cascades denominate di Matterhorns, un termine riferito alla designazione in lingua tedesca del Cervino, così come il monte Thielsen, il monte Washington, il Three Fingered Jack e il monte Bailey. La prominenza topografica del Diamond è pari a 946 m. La sua cresta settentrionale si estende per meno di 5 km a nord dal monte Yoran, a 2.164 metri sul livello del mare, un neck notevolmente più vecchio e più eroso del Diamond Peak. Quest'ultimo si estende a ovest del monte Bear.

### Idrografia

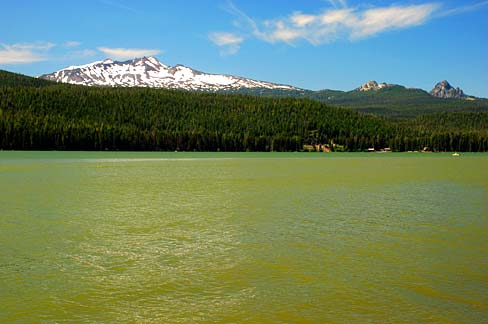
Il Diamond Peak e il monte Yoran visti dal lago Odell a nord-est

La pendenza occidentale di Diamond Peak rientra nel bacino del Willamette e, più precisamente, del Middle Fork Willamette, attraverso il torrente Swift e il suo affluente Bear sul lato nord-ovest e, più in basso a nord-est, così come i torrenti Scout e Emigrant sul lato sud-ovest. Il versante orientale dà origine al torrente Mountain a sud-est che alimenta il lago Crescent, il torrente Trapper che sfocia nel lago Odell. Questi due corpi idrici, come il Summit a sud di Diamond Peak, fanno parte del bacino del fiume Deschutes. La montagna ospita molti altri laghi glaciali, tutti mai più vasti di poche centinaia di metri di lunghezza, tra cui in particolare i laghi Marie a sud, Corrigan, Blue e Happy a ovest, Yoran, Karen, Timberline e Bonnie a nord-est, o Effie a sud-est. Dei nevai sono presenti sul versante settentrionale della montagna ed erano ancora ghiacciai meno di cento anni fa.

### Geologia

Diagramma della zona tettonica della catena delle Cascate

L'arco vulcanico delle Cascate appare direttamente sopra una zona di subduzione, quella della Cascadia. L'episodio che segnò l'origine della maggior parte della catena delle Cascate cominciò 36 milioni di anni fa. Il resto della placca Farallon viene chiamata Juan de Fuca. In concomitanza con la diminuzione dell'attività vulcanica, durante il Miocene (17-12 milioni di anni fa), quantità colossali di basalto si riversarono nell'attuale bacino del Columbia. Con la separazione simultanea della placca Explorer e l'ispessimento della zona di subduzione, l'angolo del piano di Wadati-Benioff aumentò. L'attrito si fece più intenso, il rilievo aumentò e il vulcanesimo riprese tra 7 e 5 milioni di anni fa. Se il vulcanismo si verificò nuovamente nell'area tra 0,52 e 0,33 milioni di anni fa al monte Yoran e tra 0,73 e 0,25 milioni di anni fa a Lakeview Mountain, il Diamond Peak nacque meno di 100.000 anni fa.
Poiché presenta una composizione di andesite basaltica, oggi è considerato in modo pacifico nella letteratura scientifica un vulcano a scudo. Il volume di Diamond Peak, formato da un cumulo di cenere e lapilli che forma localmente palagonite ed è sormontato da colate laviche, viene stimato in 15 km³. I suoi pendii sono stati notevolmente erosi dai ghiacciai presenti fino alla fine della piccola era glaciale, all'inizio del XX secolo.

### Clima
La località si trova lungo lo spartiacque continentale delle High Cascades e funge da barriera di fronte ai venti prevalenti da ovest dall'Oceano Pacifico. La quantità di precipitazioni (neve in inverno) registrata in zona è significativa. La stazione di Cascade Summit, operativa tra il 1927 e il 1947 a 1550 m di altitudine sulla sponda nord-occidentale del lago Odell, ha registrato più di 7 m di neve in media all'anno, con possibilità che questa si posi compresa tra settembre e giugno. La neve si rintraccia a terra a volte fino a metà estate in cima al Diamond Peak e da novembre a maggio al Cascade Summit con uno spessore massimo di un metro e mezzo a febbraio. Le medie annuali pluviometriche ricadono sulla zona pedemontana orientale dell'areale per il fenomeno dell'ombra pluviometrica. Le estati sono fresche e gli inverni molto umidi; alcune influenze continentali si fanno talvolta sentire, accentuando le variazioni stagionali.
| Bollettino meteorologico di Diamond Peak (1993-2013) | Mesi | Mesi | Mesi | Mesi | Mesi | Mesi | Mesi | Mesi | Mesi | Mesi | Mesi | Mesi | Stagioni | Stagioni | Stagioni | Stagioni | Anno  |
| Bollettino meteorologico di Diamond Peak (1993-2013) | Gen  | Feb  | Mar  | Apr  | Mag  | Giu  | Lug  | Ago  | Set  | Ott  | Nov  | Dic  | Inv      | Pri      | Est      | Aut      | Anno  |
| ---------------------------------------------------- | ---- | ---- | ---- | ---- | ---- | ---- | ---- | ---- | ---- | ---- | ---- | ---- | -------- | -------- | -------- | -------- | ----- |
| T. max. media (°C)                                   | 7,8  | 9,6  | 11,4 | 12,2 | 15,3 | 18,4 | 21,5 | 21,7 | 19,8 | 15,8 | 11,0 | 7,8  | 8,4      | 13,0     | 20,5     | 15,5     | 14,4  |
| T. media (°C)                                        | 4,1  | 5,5  | 6,7  | 7,1  | 9,7  | 12,6 | 15,1 | 14,9 | 13,4 | 10,3 | 6,7  | 4,3  | 4,6      | 7,8      | 14,2     | 10,1     | 9,2   |
| T. min. media (°C)                                   | 0,5  | 1,2  | 1,4  | 2,9  | 4,2  | 6,8  | 8,3  | 9,2  | 7,8  | 4,8  | 2,7  | 0,8  | 0,8      | 2,8      | 8,1      | 5,1      | 4,2   |
| Giorni di gelo (Tmin ≤ 0 °C)                         | 10   | 9    | 7    | 4    | 1    | 0    | 0    | 0    | 0    | 3    | 6    | 11   | 30       | 12       | 0        | 9        | 51    |
| Precipitazioni (mm)                                  | 226  | 199  | 176  | 121  | 88   | 47   | 18   | 26   | 50   | 138  | 260  | 245  | 670      | 385      | 91       | 448      | 1 594 |
| Giorni di pioggia                                    | 17   | 17   | 18   | 15   | 12   | 9    | 5    | 4    | 7    | 12   | 19   | 19   | 53       | 45       | 18       | 38       | 154   |
| Ore di soleggiamento mensili                         | 238  | 288  | 310  | 374  | 396  | 396  | 461  | 418  | 403  | 317  | 259  | 209  | 735      | 1 080    | 1 275    | 979      | 4 069 |

### Fauna e flora

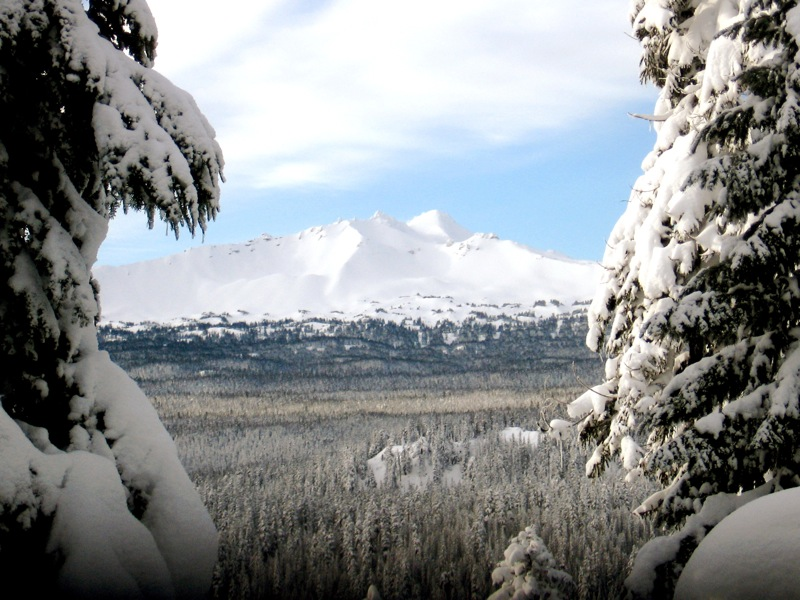
Il Diamond Peak innevato a gennaio da nord-est, con la linea degli alberi ben evidente

Il Diamond Peak rientra nell'ecoregione dei piani montano e sub-montano delle Cascate, una sezione che include le più alte vette innevate della catena al di sopra dei 2.000 m di elevazione, oltre che praterie di alta quota; si rintracciano inoltre anche dei torrenti, dei circhi e dei laghi glaciali. Le glaciazioni del Pleistocene rimodellarono fortemente il paesaggio e lasciarono morene e valli a forma di U. La vegetazione si è adattata per sopravvivere a queste condizioni di altitudine, freddo e neve. Alcuni esemplari di tsuga mertensiana, abete delle rocce (Abies lasiocarpa) e pino dalla corteccia bianca (Pinus albicaulis) costellano i prati subalpini composti da erbe e arbusti presso la linea degli alberi, collocata a oltre 2100 m. Poco più in basso si trovano il pino contorto (Pinus contorta), l'abete nobile (Abies procera), l'abete bianco (Abies alba) e il pino bianco occidentale (Pinus monticola). Esemplari di Carex breweri, Carex eteroneura, Carex nigra e astro alpino (Aster alpinus) crescono invece lungo le paludi. Lupini (Lupinus), gigli (Lilium), astri (Aster), floghi (Phlox), digitali (Digitalis), rododendri (Rhododendron), incluse specie di Rhododendron macrophyllum e Xerophyllum tenax, rappresentano la maggior parte delle piante da fiore. Sulle quote maggiori roccia e neve primeggiano rispetto alla vegetazione.
Tra i mammiferi presenti a Diamond Peak figurano l'orso nero (Ursus americanus), il puma (Puma concolor), la volpe rossa (Vulpes vulpes), la lepre scarpa da neve (Lepus americanus), la martora americana (Martes americana), la marmotta delle Montagne Rocciose (Marmota caligata) o lo scoiattolo comune (Sciurus vulgaris). Il wapiti di Roosevelt (Cervus canadensis roosevelti), il cervo mulo (Odocoileus hemionus) e la sottovariante delle Montagne Rocciose (Odocoileus hemionus hemionus) sono cervidi che si possono incontrare anche in estate, ma se quest'ultimo migra nei deserti dell'Oregon orientale in inverno, gli altri dell'elenco si recano a ovest. Gli uccelli più comuni sono il corvo imperiale (Corvus corax), la nocciolaia di Clark (Nucifraga columbiana), la sottospecie Perisoreus canadensis obscurus di ghiandaia grigia canadese, endemica dell'Oregon, e il merlo acquaiolo americano (Cinclus mexicanus). I principali laghi che circondano il Diamond Peak appaiono popolati dal salmerino di fonte (Salvelinus fontinalis) e la trota iridea (Oncorhynchus mykiss).

## Attività eruttiva
L'età del vulcano resta avvolta dal mistero. Probabilmente più antico dell'ultima glaciazione, conclusasi intorno a 11.000 anni fa, ne ha di certo meno di 100.000. Il suo primo ciclo eruttivo coinvolse il suo picco settentrionale e si presentò sotto forma di flussi di lava che riempirono la valle di Pioneer Gulch a sud-ovest. L'attività si spostò quindi presto verso un cono di scorie a sud, che sarebbe poi diventato il picco principale. Col tempo, la lava si fece più silicica e quindi meno effusiva, ma comunque ricca di olivina.

## Storia

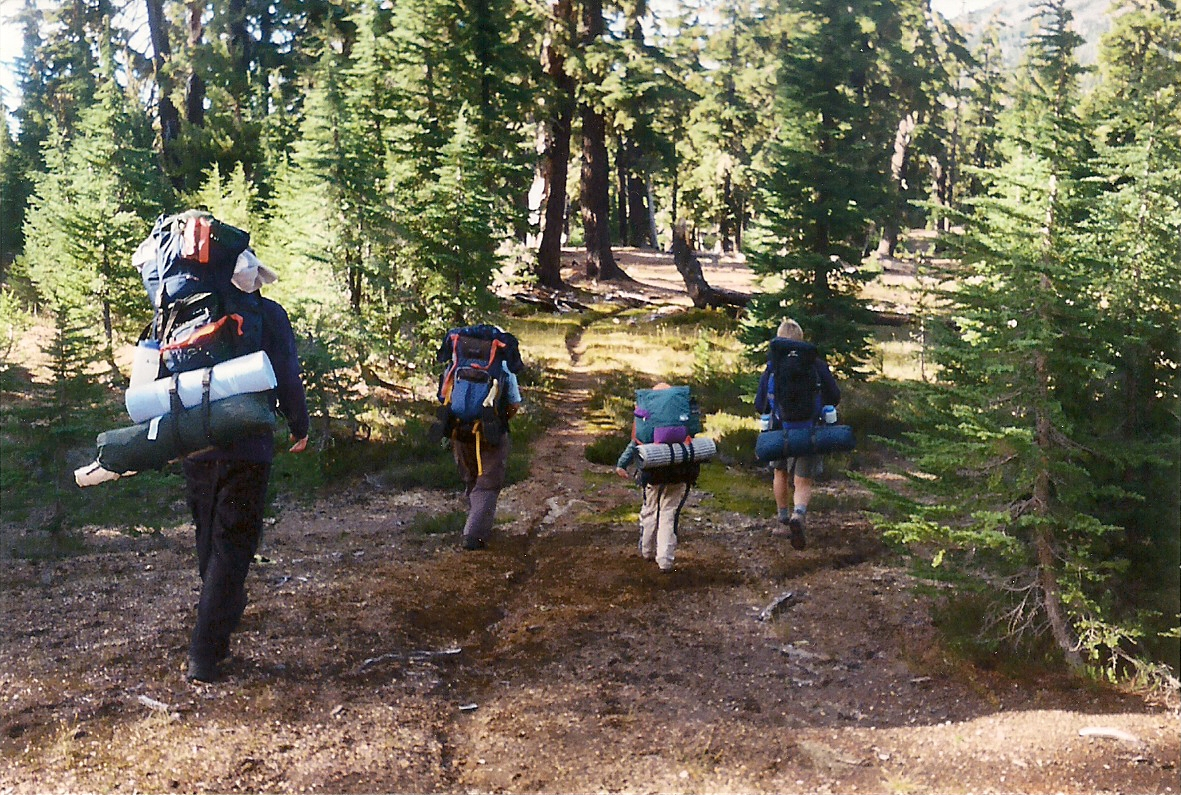
Escursionisti che seguono la Free Emigrant Road vicino a Diamond Peak al 150º anniversario della sua apertura

Il primo occidentale a scoprire la montagna fu John Diamond durante la sua esplorazione della regione nel 1848, pochi mesi dopo essersi stabilito in Oregon. Lui e William Macy effettuarono la prima ascensione del Diamond Peak nel luglio del 1852, evento che rese il vulcano la prima vetta della catena delle Cascate ad essere raggiunta: un anno più tardi toccò al monte Saint Helens, la cui ascesa segna l'inizio dell'età d'oro dell'alpinismo nelle High Cascades. I due uomini stavano conducendo uno studio preliminare come parte di un gruppo noto come "Road Viewers". Questo fu completato alla fine di settembre del 1853 e, pochi giorni dopo, il percorso divenne famoso con il nome di Free Emigrant Road, con l'arrivo sulle rive del fiume Deschutes, all'attuale città di Bend, di 1027 uomini e donne a bordo di 250 carri coperti. Questi emigranti, storicamente conosciuti come il "Convoglio perduto del 1853", seguirono un certo Elijah Elliott attraverso la parte centrale del deserto dell'Oregon, che portò alla ribattezzazione del sentiero di Elliott Cutoff. Essendo situati 30 km a monte del Deschutes, essi impiegarono molto tempo per individuarlo, ma alla fine la guida li condusse al lago Summit, a sud della vetta, prima di attraversare il passo dell'Emigrante verso il pendio del fiume Middle Fork Willamette. A metà ottobre, vennero scoperti dai coloni dell'alta valle di Willamette e si organizzò una grande operazione di salvataggio per aiutare gli emigranti a raggiungere gli insediamenti prima dell'inverno. In virtù di una simile politica, la popolazione della contea di Lane raddoppiò. Nel 1854, William Macy stesso guidò un convoglio di 121 carri lungo il percorso selezionafo da Elliott. Nel luglio del 1865, William Holden Odell e B.J. Pengra risultarono responsabili della ricognizione dell'area di Diamond Peak per la costruzione di una strada militare adatta al passaggio dei carri, la Oregon Central Military Wagon Road, verso il fiume Willamette Middle Fork. Sempre nel mese di luglio, Odell scoprì il lago omonimo a lui dedicato, a nord-est della vetta. La Free Emigrant Road andò gradualmente abbandonata nel 1860 a favore della strada militare.

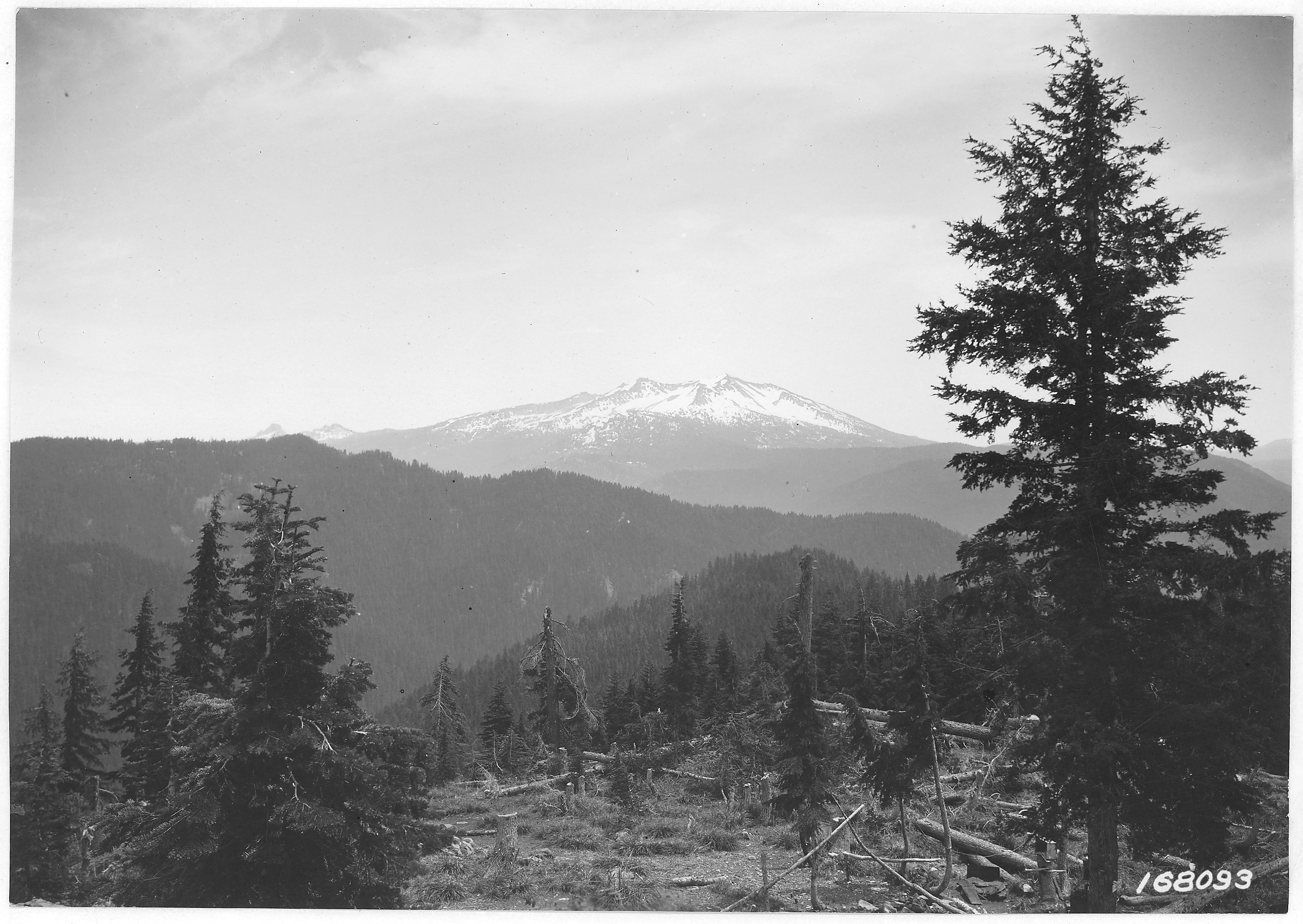
Il Logger Butte, a sud-ovest del Diamond Peak, intorno al 1922

Dal 1883, un gruppo della United States Geological Survey (USGS) condotto da J.S. Diller avviò lo studio sistematico delle montagne della catena delle Cascate, ammirandole da est ed effettuando esplorazioni più approfondite di ciascuna delle vette maggiori, compreso il Diamond Peak, prima di scalarle. Proprio nel corso di tali indagini, si segnalò la presenza di "ghiacciai di notevole grandezza". Nel 1938, Harry L. Clark e Kenneth N. Phillips confermarono nuovamente l'esistenza del ghiacciaio Diamond.
Il 5 febbraio 1957, il Diamond Peak è stato designato dal Servizio forestale del Dipartimento dell'agricoltura degli Stati Uniti d'America come wild area su un'area di 148,3 km². Con l'entrata in vigore del Wilderness Act nel 1964, è stata istituita una riserva naturale presso il monte.

## Attività ricreative

### Escursionismo

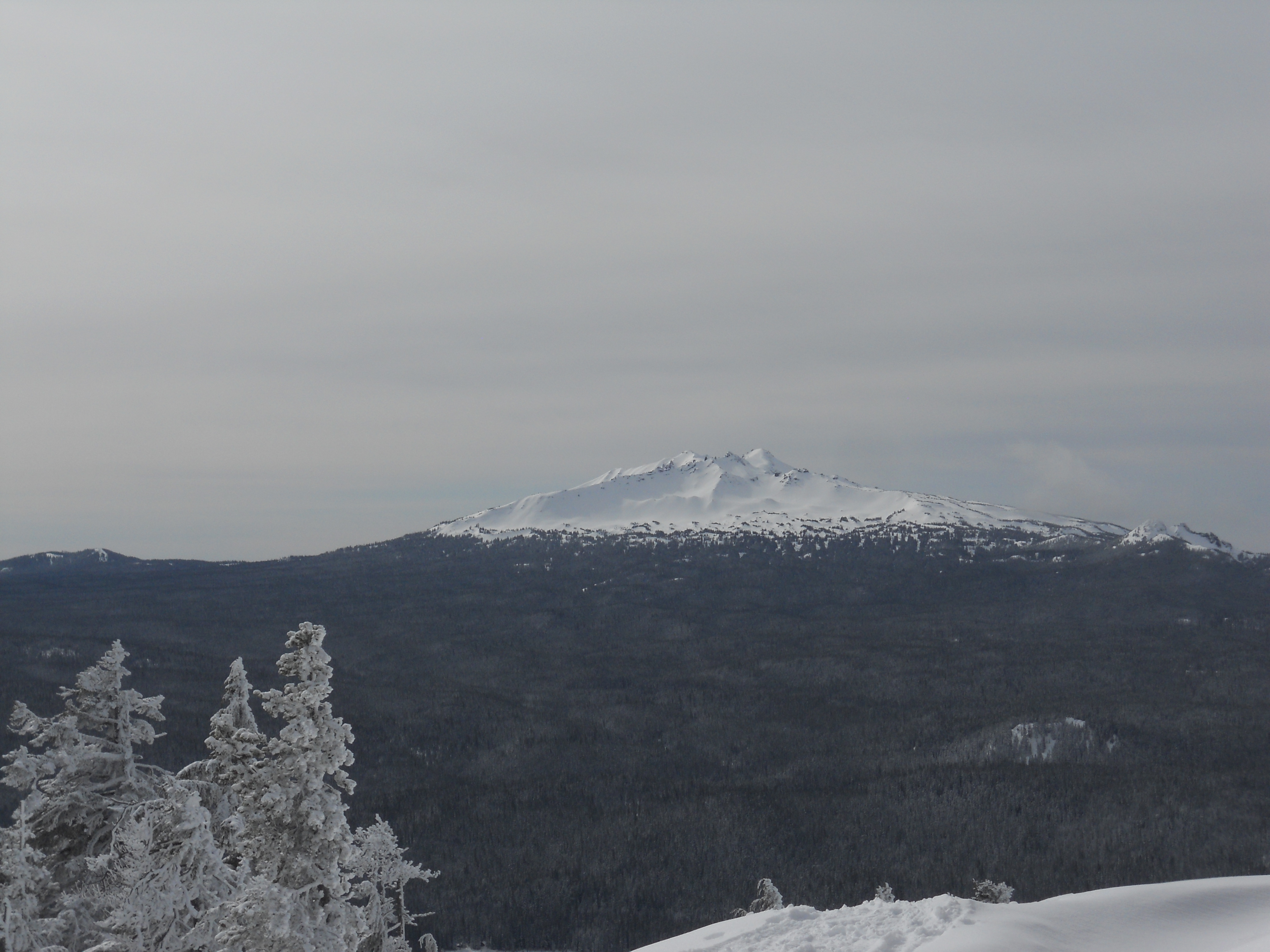
Il Diamond Peak come visto dalla stazione sciistica del passo di Willamette

Il Diamond Peak è accessibile principalmente dalla Route 58, mentre un'intricata rete di strade forestali consente l'accesso da occidente. Vi è la possibilità di effettuare campeggio in apposite piazzole sulle rive dei laghi Marie, Divide o Rockpile. Viene attraversato da nord a sud, all'altezza approssimativa della linea degli alberi sul suo versante orientale, dal Pacific Crest Trail in un tratto vasto 23 km. Il tratto tra i passi di Willamette e Emigrant, considerati ardui, è denominato Shuttle Hike (letteralmente "giro in navetta") e copre 29 km distribuiti su un'altitudine compresa tra 1550 e e 2160 m. Più di sessanta chilometri di sentieri si districano invece sul versante occidentale della montagna, in particolare, per 16 km, il Diamond Peak Trail.
Salire sulla vetta consente di godere di panorami mozzafiato sulle zone circostanti. La maggior parte delle vie inizia tra 1500 e 1600 m di quota, con un dislivello di poco superiore a 1000 m. Il Diamond Peak è generalmente scalato da meridione; la sua ascensione è lunga meno di 10 km e non presenta grosse minacce, fatta eccezione per l'incrocio di alcune rocce. La salita della cresta sud può essere effettuata dal lago Marie: se si procede lungo siffatto percorso, è possibile scendere nel circo a sud-est della vetta, per un anello di 18 km. L'approccio più diretto, tuttavia, è tramite il lago Corrigan, sul lato sud-ovest della vetta, quindi seguendo la cresta ovest per un'ascesa di 6,5 km. È possibile effettuare il viaggio di ritorno per lo stesso itinerario nella stessa giornata, anche in inverno in sci alpinismo, nel qual caso il manto nevoso richiede di percorrere qualche chilometro in più fino al punto di partenza dell'escursione a valle del il lago. Tuttavia, in primavera, questo versante esposto al sole e ai venti prevalenti di ponente perde rapidamente il manto nevoso. È pertanto preferibile tornare giù tramite sci dal circo nord-occidentale, anche se le pendenze risultano non semplicissime e vi sono dei crepacci nella parte superiore. In questo caso, per evitare il lungo rientro al lago Corrigan, una variante permette di iniziare l'escursione a Bear Mountain, a quota 1800 m, concludendo un anello di 16 km. Il Diamond Peak può anche essere scalato da Hemlock Butte, a nord-ovest, sia dal Northwest Circus che dal North Ridge, per distanze di andata e ritorno rispettivamente di 16 e 24 km. Questa stessa cresta settentrionale può essere scalata dal passo Willamette, ma si tratta del percorso più faticoso, con una distanza totale di 34 km. La discesa può essere effettuata con gli sci attraverso la parete nord-est della montagna, facendo attenzione ai rischi di valanghe. È possibile munirsi inoltre di racchette da neve in inverno e in primavera.

### Tutela ambientale

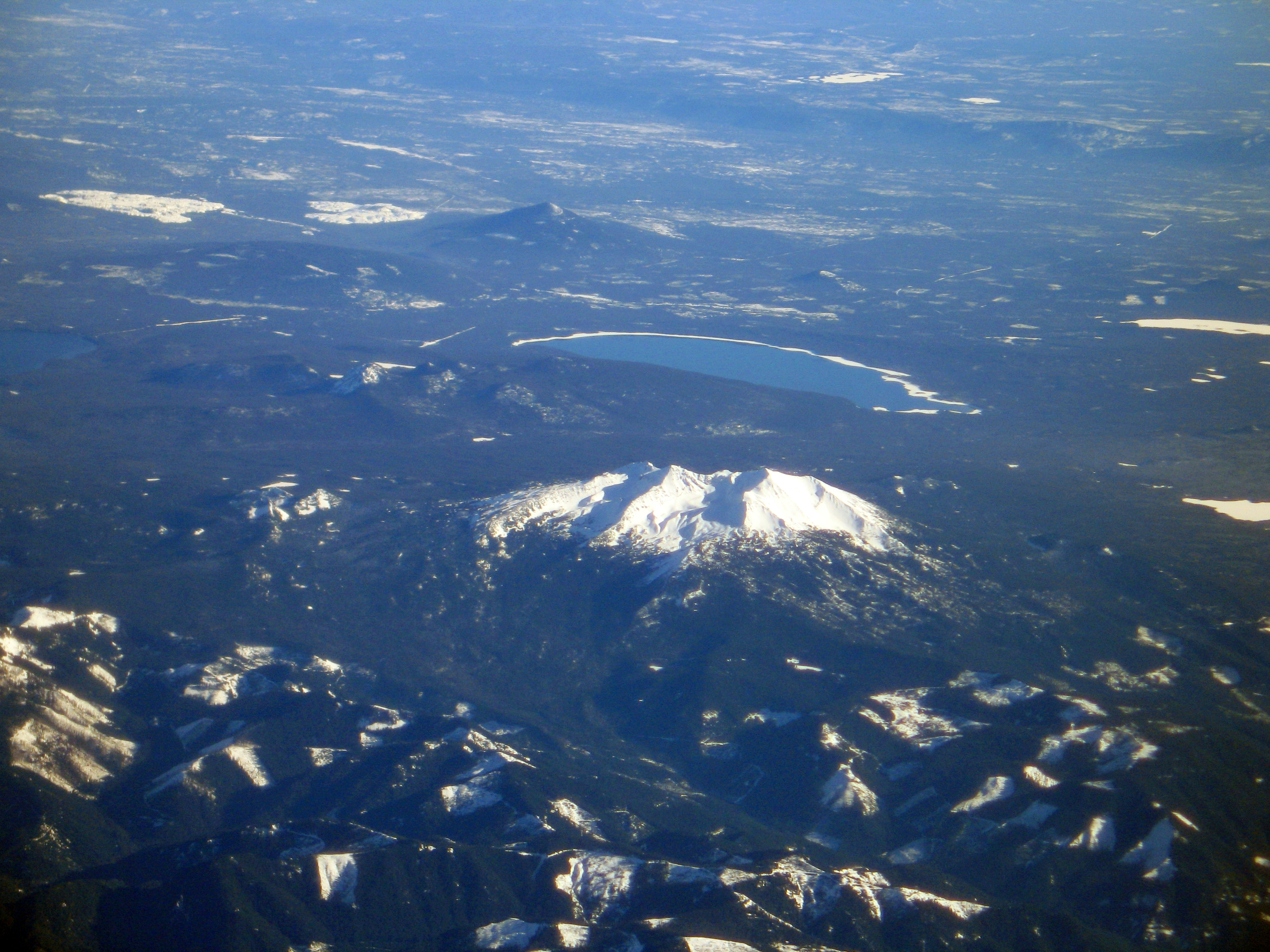
Il Diamond Peak e il lago Crescent

Il Diamond Peak è protetto dal 1964 all'interno della riserva naturale omonima, estesa 211,8 km², con quote comprese tra 1460 metri sul livello del mare alla cima della montagna. La riserva mira a garantire la purezza dell'aria e dell'acqua, nonché un habitat incontaminato per piante e animali rari e in via di estinzione. Risultano consentite le pratiche di escursionismo, trekking, arrampicata, canoa, rafting, ippica, birdwatching o anche astronomia amatoriale, ma si vieta sovente l'uso di qualsiasi tipo di veicolo a motore e l'ingresso a gruppi composti di più di dodici persone. La riserva è gestita in maniera congiunta dalle autorità con la foresta nazionale di Willamette, localizzata sul versante occidentale del vulcano, appartenente alla contea di Lane, istituita nel 1933 e vasta 6.790 km² e con la foresta nazionale di Deschutes, nata nel 1908 e ampia 6.642 km².